# Freescale 68HC08
68HC08（またはHC08と略記）は、フリースケール・セミコンダクタ（以前はモトローラ・セミコンダクタであった）による、8ビットマイクロコントローラの幅広いファミリである。
HC08は、旧機種のMotorola 68HC05 と完全にコード互換である。6800以降の伝統を共有する全てのモトローラのプロセッサと同じく、HC08はノイマン型アーキテクチャとメモリマップドI/Oを使用している。このファミリは、メモリとは別に5つのCPUレジスタを持っている。8ビットのアキュムレータA、16ビットのインデックスレジスタH:X、16ビットのスタックポインタSP、16ビットのプログラムカウンタPC、8ビットのコンディションコードレジスタCCRである。いくつかのインストラクションは、H:Xインデックスレジスタ内の個々のバイトを独立して参照する。
HC08の周辺には、何十ものプロセッサファミリが存在し、それぞれが異なる組み込みアプリケーションをターゲットとしている。特徴や能力は、ピン数は8から64ピンまで、USB 1.1からLINまでと、変化は幅広い。
Freescale RS08 コアは、単純化した"reduced-resource"バージョンのHC08である。
Freescale HCS08 コアは、次世代のHC08プロセッサである。